# Phaea howdenorum
Phaea howdenorum är en skalbaggsart som beskrevs av Chemsak 2000. Phaea howdenorum ingår i släktet Phaea och familjen långhorningar.
Artens utbredningsområde är Panama. Inga underarter finns listade i Catalogue of Life.